# Hradiště (přírodní památka, okres Litoměřice)
Hradiště je přírodní památka o rozloze 5,25 ha, která se nachází na katastrálním území obce Hlinná v okrese Litoměřice na stejnojmenném vrchu Hradiště (545 m n. m.) asi čtyři kilometry severozápadně od Litoměřic. Správa chráněného území spadá do působnosti Regionálního pracoviště Ústecko AOPK ČR, na jejímž seznamu je evidováno pod číslem 121. Přírodní památka leží na území CHKO České středohoří a je součástí evropsky významné lokality Holý vrch u Hlinné.

## Geologie a geomorfologie
Vrch má tvar nesouměrného hřbetu tvořeného olivinickým nefelinitem, který vznikl jako příkrov na tufech a křídových sedimentech. V geomorfologickém členění je součástí geomorfologického celku České středohoří, podcelku Verneřické středohoří a okrsku Litoměřické středohoří. Na úbočích vrchu se vyvinuly tvary mrazového zvětrávání: mrazové sruby se sloupcovitě odlučnou horninou, suťová pole, osypy aj.

## Ochrana přírody
Přírodní památka se nachází na jihozápadním a západním úbočí vrchu Hradiště. Ochrana území (původně v kategorii přírodní rezervace) zde byla vyhlášena Ministerstvem školství, věd a umění ČSR dne 22. června 1949.
Cílem ochrany je uchování rostlinných a živočišných společenství suchých trávníků a skalnatých stepí, sutí a skal, zachování enklávy termofytika v litoměřické, resp. verneřické části CHKO České středohoří. Na lokalitě je významně zastoupena chráněná stepní květena s koniklecem otevřeným (Pulsatilla patens) a koniklecem lučním českým (Pulsatilla pratensis subsp. bohemica). Poprvé byl z tohoto místa popsán také kříženec obou druhů: koniklec Hackelův (Pulsatilla hackeli). Z chráněných druhů se zde dále vyskytuje třemdava bílá (Dictamnus albus), jeřáb český (Sorbus bohemica), chrpa chlumní (Centaurea triumfettii), tařice skalní (Aurinia saxatilis) a lilie zlatohlavá (Lilium martagon).
Na chráněném území je registrován také výskyt řady ohrožených druhů živočichů. Patří mezi ně zmije obecná (Vipera berus), užovka hladká (Coronella austriaca), slepýš křehký (Anguis fragilis), ropucha obecná (Bufo bufo), ještěrka obecná (Lacerta agilis Linnaeus), výr velký (Bubo bubo), strnad luční (Emberiza calandra), jestřáb lesní (Astur gentilis), krkavec velký (Corvus corax) a další.
Na svahy Hradiště se vrátil původní způsob hospodaření, který má zabezpečit vhodné podmínky pro růst vzácné květeny. Probíhá postupné klučení náletů a následné spásání svahu kozami a ovcemi. Tato praxe byla od sedmdesátých a osmdesátých let dvacátého století do roku 2010 úplně pozastavena a došlo tak k výrazné změně charakteru krajiny a následnému ohrožení zdejší květeny. Svahy Hradiště se znovu hospodářsky využívají, podobně jako v minulosti.

## Okolí Hradiště
Severovýchodním směrem od Hradiště se nalézá Dlouhý vrch, východním směrem pak Křížová hora, na jihovýchodu leží u Labe město Litoměřice, jižně se nachází nižší boční vrchol Malé Hradiště neboli Kamýk, za ním pak vrch Bídnice a Radobýl, západně vrch Plešivec a na severu Lysá hora.

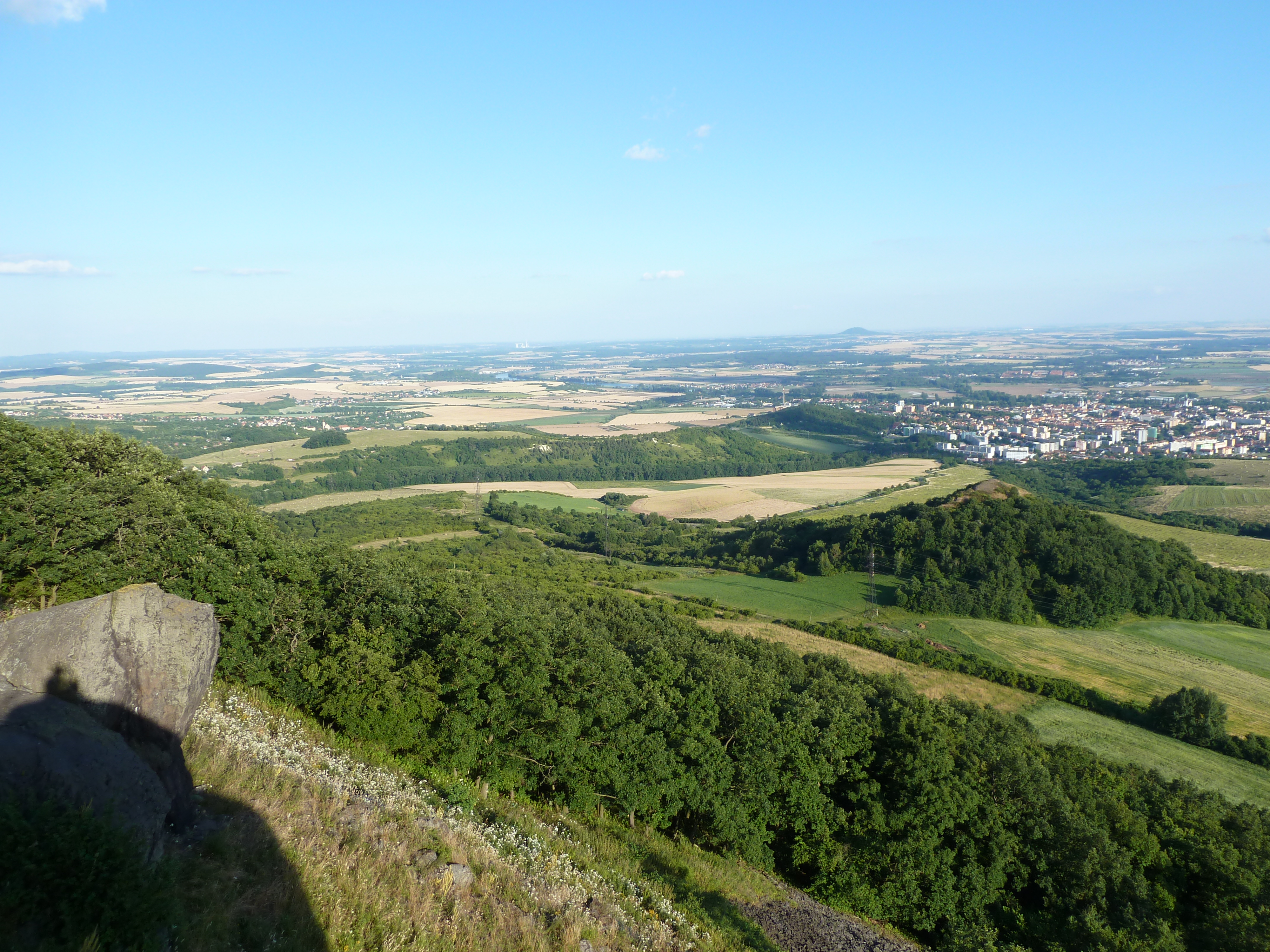
Pohled jihovýchodním směrem, vpravo Litoměřice, uprostřed Bílé stráně
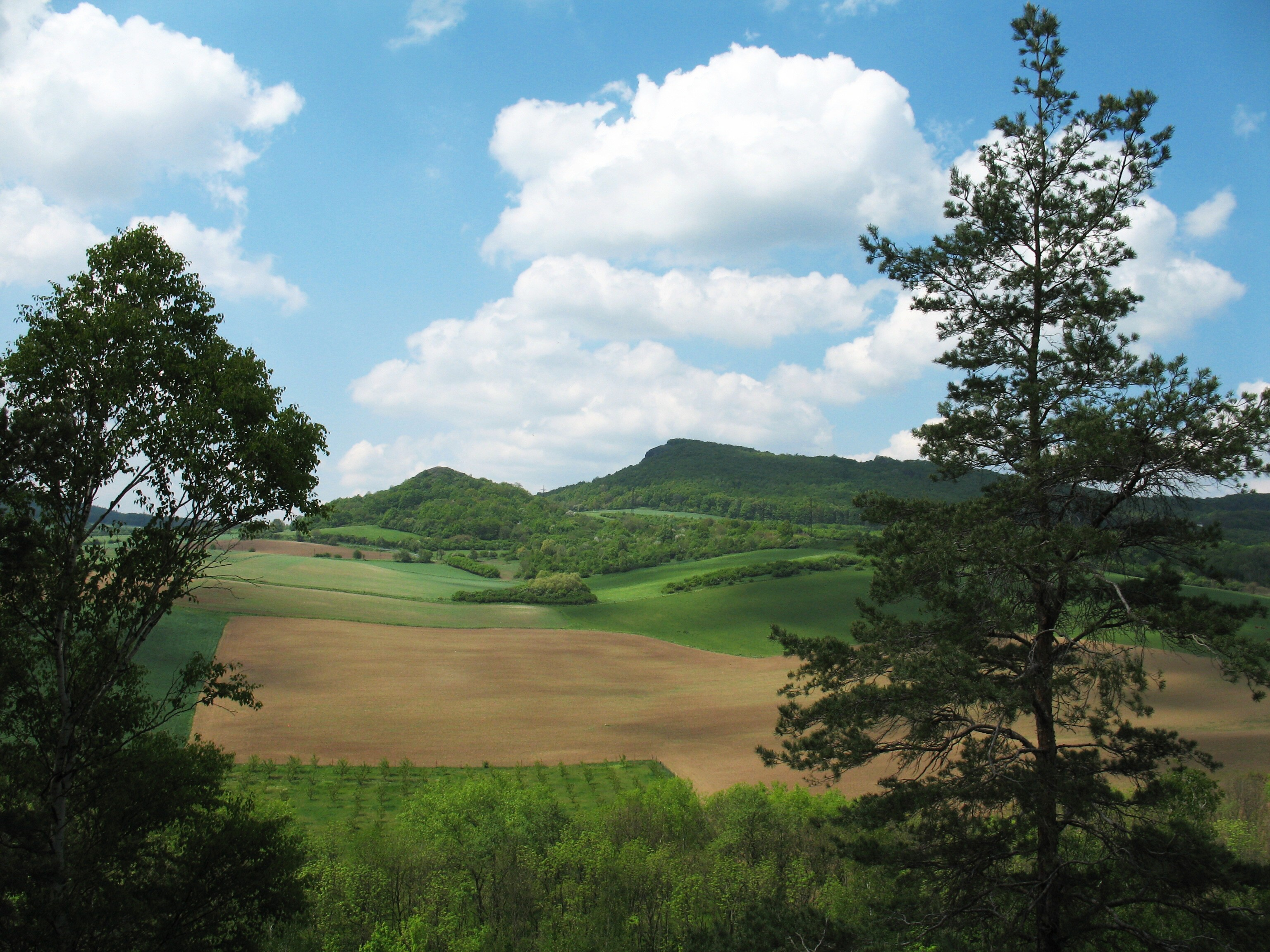
Pohled z Bílých strání na Kamýk a Hradiště
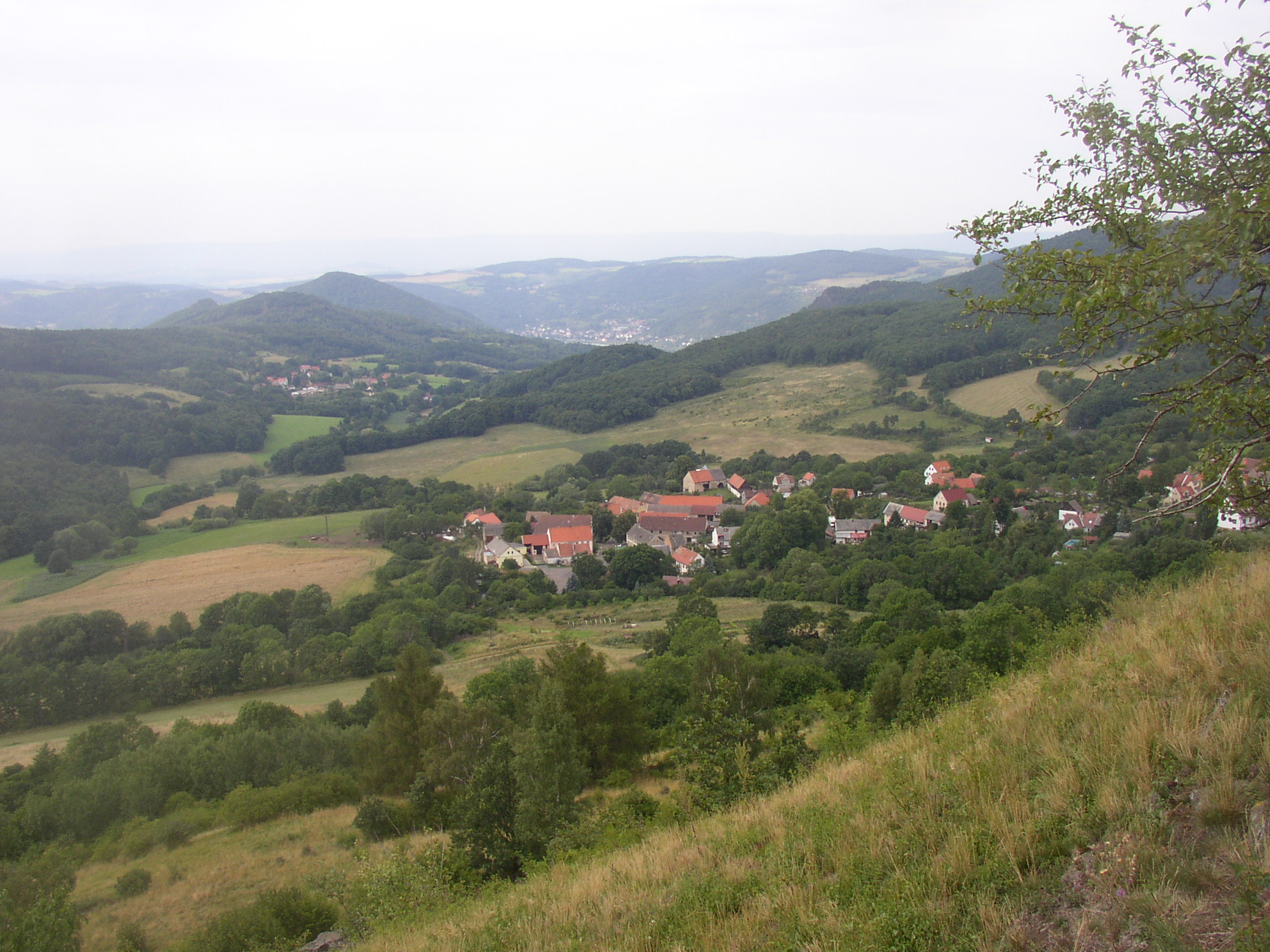
Pohled z Hradiště k severozápadu
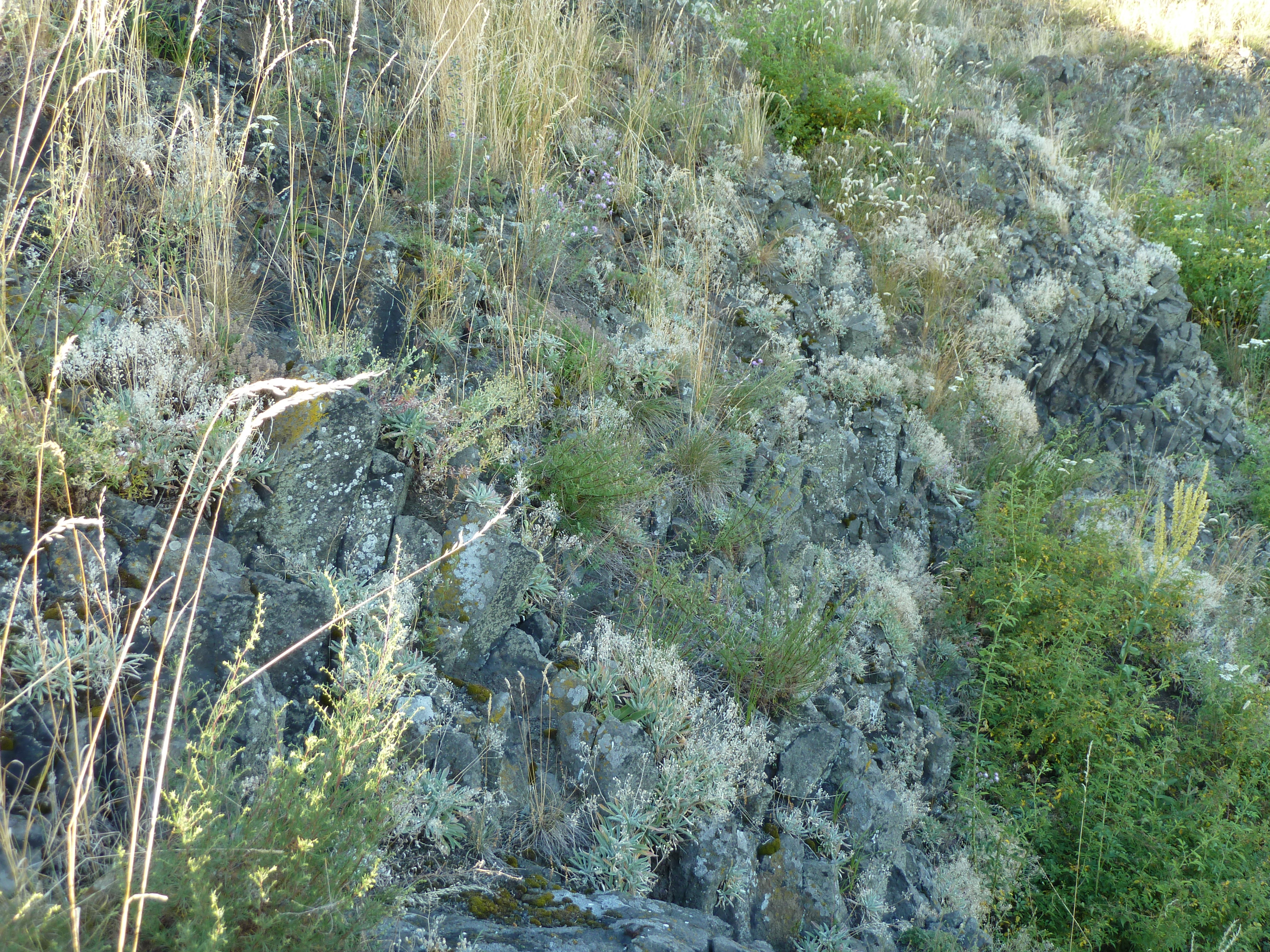
Vegetace skalní stepi na vrchu Hradiště

## Rekreace a sport
Vrch Hradiště patří mezi turisticky vyhledávané lokality, především jako místo s velmi dobrým rozhledem. Přes vrcholové partie vede žlutě značená turistická cesta spojující vesnice Hlinná a Mentaurov. Obě vsi jsou od vrcholu Hradiště přibližně stejně vzdáleny, ale přístup od Mentaurova je obtížnější. Na severu a západě Hradiště obchází Naučná stezka Hlinná–Kamýk. Vrch Hradiště bývá také navštěvován hledači historických mincí a jiných starožitných předmětů a je i cílem fanoušků geocachingu. Vrcholové partie bývají také využívány paraglidisty, avšak s ohledem na nedostupnost, blízkost lesa a místní termiku pouze v omezené míře.